# Andrea Molaioli
Andrea Molaioli (Roma, 29 novembre 1967) è un regista e sceneggiatore italiano.

## Biografia
Ha iniziato la sua attività nel mondo del cinema come aiuto regista, lavorando al fianco di alcuni importanti registi italiani, come Nanni Moretti, Daniele Luchetti, Carlo Mazzacurati e Mimmo Calopresti.
Il suo primo lungometraggio è La ragazza del lago, datato 2007 e presentato alla Settimana internazionale della critica nell'ambito della 64ª Mostra internazionale d'arte cinematografica di Venezia. Questo film ottiene ben dieci David di Donatello nel 2008 (record della rassegna), tra cui il David di Donatello per il miglior regista. Questo film, come il successivo, è interpretato da Toni Servillo.
Ispirandosi al crack Parmalat, nel 2011 gira Il gioiellino. Il regista ha spiegato che, pur raccontando le vicende dell'azienda di Collecchio, la pellicola «nasce dai meccanismi della finanza mondiale.» Nel 2025 è stato il regista della miniserie Doppio gioco.

## Filmografia

### Regista
- I Diari della Sacher: Bandiera Rossa e Borsa Nera (2001)
- Vieni a casa mia (2007)
- La ragazza del lago (2007)
- Il gioiellino (2011)
- Slam - Tutto per una ragazza (2016)
- Suburra - La serie – serie Netflix, 4 episodi (2017), 5 episodi (2019)
- Bella da morire – miniserie TV (2020)
- Fedeltà – serie Netflix, episodi 1-2, 5-6 (2022)
- Circeo – miniserie TV, 6 episodi (2022)
- Doppio gioco – miniserie TV, 4 episodi (2025)

### Sceneggiatore
- Il gioiellino (2011)
- Slam - Tutto per una ragazza (2016)

### Aiuto regista
- Palombella rossa, regia di Nanni Moretti (1989)
- Caldo soffocante, regia di Giovanna Gagliardo (1991)
- Il muro di gomma, regia di Marco Risi (1991)
- Mille bolle blu, regia di Leone Pompucci (1993)
- Caro diario, regia di Nanni Moretti (1993)
- Padre e figlio, regia di Pasquale Pozzessere (1994)
- Aprile, regia di Nanni Moretti (1998)
- L'estate di Davide, regia di Carlo Mazzacurati (1998)
- La stanza del figlio, regia di Nanni Moretti (2001)

## Riconoscimenti
- David di Donatello
  - 2008 – Miglior film per La ragazza del lago
  - 2008 – Miglior regista per La ragazza del lago
  - 2008 – Miglior regista esordiente per La ragazza del lago
- Nastro d'argento
  - 2008 – Miglior regista esordiente per La ragazza del lago
  - 2017 – Candidatura come Miglior film sui giovani per Slam - Tutto per una ragazza
- Globo d'oro
  - 2008 – Miglior opera prima per La ragazza del lago
- Ciak d'oro
  - 2008 – Miglior opera prima per La ragazza del lago[4]